# Biblioteca Nacional de España
La Biblioteca Nacional de España (BNE) es un organismo autónomo encargado del depósito del patrimonio bibliográfico y documental de España. Dedicada a reunir, catalogar y conservar fondos bibliográficos, custodia alrededor de treinta millones de publicaciones producidas en territorio nacional desde comienzos del siglo XVIII: libros, revistas, mapas, grabados, dibujos, partituras y folletos.
La Biblioteca Nacional difunde este patrimonio bibliográfico a través de su catálogo y de la elaboración de la Bibliografía Española y desarrolla servicios al público que van desde las salas de consulta y los servicios a distancia a través su página web, a los servicios de información bibliográfica especializada y el préstamo interbibliotecario. El acceso a las colecciones digitales de la Biblioteca se realiza a través de la Biblioteca Digital Hispánica.A través del Museo de la Biblioteca se divulgan las colecciones, el funcionamiento y la historia de la Biblioteca Nacional. Además desarrolla un programa de actos culturales.
Su sede principal se sitúa en el paseo de Recoletos, en el llamado Palacio de Biblioteca y Museos Nacionales, un edificio que comparte con el Museo Arqueológico Nacional. Además, tiene una segunda sede en Alcalá de Henares.

## Historia

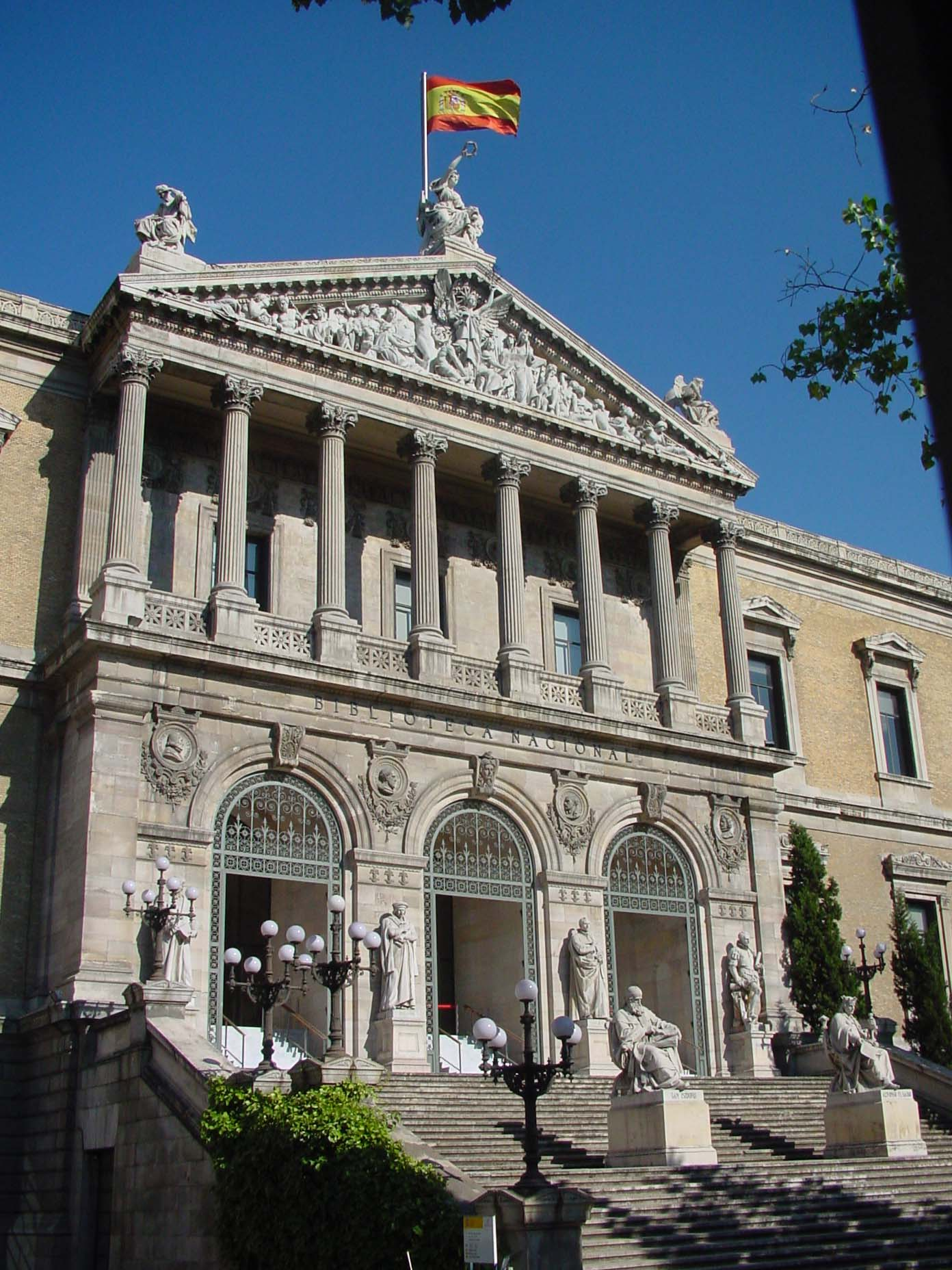
Fachada principal de la Biblioteca Nacional, Madrid.

### Orígenes
El 29 de diciembre de 1711, el rey Felipe V aprobó el plan que le presentan su confesor Pedro Robinet y Melchor de Macanaz para crear una Real Biblioteca. La creación de esta fue un elemento dinamizador de la cultura española dieciochesca, con la misión de «renovar la erudición histórica y sacar al aire las verdaderas raíces de la nación y de la monarquía españolas». Pronto se comenzó la construcción de su sede en el pasadizo que unía el Real Alcázar de Madrid con el convento de la Encarnación.
La Real Biblioteca se abrió al público el día 1 de marzo de 1712. El 2 de enero de 1716, Felipe V firmó el Real Decreto fundacional, que aclaraba el carácter público de la biblioteca, abierta a «todos los estudiosos» y establecía las normas fundamentales para su funcionamiento.
Cuando la biblioteca abrió sus puertas, sus fondos estaban compuestos de materiales provenientes de las colecciones privadas de los monarcas de España, Felipe IV y Felipe V, el cual mandó traer más de 6000 volúmenes de Francia. : 33  Los primeros ejemplares que se incorporaron a la colección fueron confiscados a los austracistas, que perdieron la Guerra de Sucesión, como el arzobispo de Valencia Antoni Folch de Cardona, el marqués de Mondéjar y el duque de Uceda.: 33  A esta colección se añadieron algunas bibliotecas privadas de nobles como el conde de Aguilar y el duque de Medinaceli. En 1715, la Real Biblioteca contaba ya con 28 242 libros impresos, 1282 manuscritos y 20 000 medallas.
El precedente del depósito legal, establecido en 1716, permitió que la biblioteca ampliara sus colecciones de forma considerable. A esto se sumó el efecto de la Real Orden del 11 de mayo de 1750, por la cual la Real Biblioteca adquirió el derecho de tantear las tasas de librerías puestas a la venta, con la oportunidad de seleccionar entre las relaciones de libros que se le presentaban aquellas obras que no existían entre sus fondos.: 3 
En 1738 se publica la primera obra fruto del trabajo de la biblioteca bajo el título de Bibliotheca Universal de la Polygraphia Española, realizada por Cristóbal Rodríguez. Esta obra, apoyada en su preparación por el bibliotecario mayor Juan de Ferreras, fue la primera de una serie de obras de paleografía española.
Durante los tiempos de Juan de Ferreras, también se empezaron a elaborar índices o catálogos para el público. El bibliotecario Juan de Iriarte, en especial, se encargó de esta tarea, elaborando el Regia Matritensis Bibliotheca Geographica et Chronologica en 1729, el primer catálogo de la biblioteca, y posteriormente el Regia Matritensis Bibliotheca Mathematica (catálogo de matemáticas) y Regiae Bibliothecae Matritensis Codices Graeci (catálogo de manuscritos griegos).: 502 
La Real Orden de 19 de junio de 1761, redactada por el bibliotecario mayor Juan de Santander y aprobada por el rey Carlos III, modificó la original de 1716, creando la Imprenta Real que vinculaba «la labor editorial de la Biblioteca a los más destacados impresores, encuadernadores y grabadores de la época». El bibliotecario mayor pasa a ser director de la Biblioteca Real y los bibliotecarios pasan a ser considerados criados de la Casa Real, con sus correspondientes privilegios.: 4 
Durante esta época (1760-1778) la Biblioteca contó con un taller de fundición de tipos dirigido por Gerónimo Gil, que fue el núcleo original del taller de tipos de la Imprenta Real.

### SigloXIX
Durante el trascurso del siglo XIX, la Biblioteca cambió varias veces de sede, primero en 1809, cuando, durante el reinado de José Bonaparte, se trasladó al convento de los trinitarios calzados en la calle de Atocha. En 1819, de nuevo hubo de cambiar de sede al palacio donde celebraba sus sesiones el Consejo del Almirantazgo Real debido a las reclamaciones realizadas por los trinitarios calzados tras la vuelta de Fernando VII, y en 1826 se produjo un tercer traslado a la antigua casa del marqués de Alcañices, en la actual calle de Arrieta, lugar donde residió durante casi todo el siglo.: 4  El terreno donde se ubica actualmente la Biblioteca Nacional es el mismo en el cual se ubicaba el antiguo convento de Copacabana o gran Convento de Recoletos de Madrid. Dicho convento pertenecía a los religiosos de la Orden de Agustinos Recoletos y, tras la Desamortización de 1835, fue vendido y destruido.

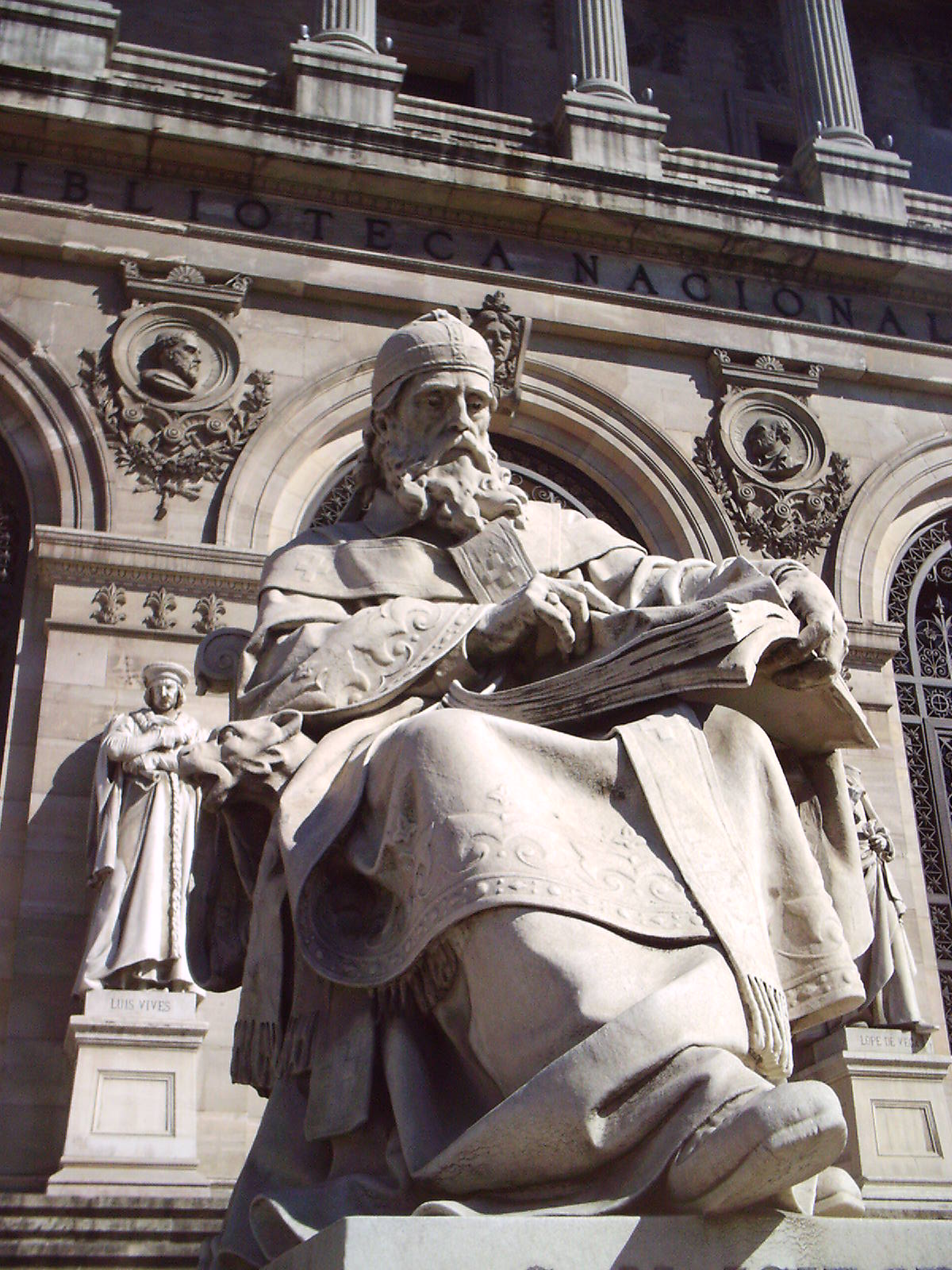
Estatua sedente de San Isidoro de Sevilla en la escalinata de la Biblioteca, obra de José Alcoverro y Amorós.

Las colecciones de la biblioteca también se vieron afectadas por los hechos del siglo XIX. Primero, la desamortización española condujo a que muchas obras procedentes de instituciones religiosas suprimidas se depositaran en la biblioteca. En efecto, en 1837 se crean las comisiones científicas y artísticas provinciales para seleccionar las obras que, procedentes de los conventos suprimidos, debían depositarse en las bibliotecas y museos, o ser subastadas. Por esta vía se depositaran en la Biblioteca Nacional unos 70 000 volúmenes procedentes de los conventos madrileños afectados por la desamortización.: 5  Pasan también a la Biblioteca gran parte de los fondos de la Biblioteca de las Cortes, fundada por las Cortes de Cádiz en 1814, y suprimida en 1838.: 214  Por último, en 1869 Manuel Ruiz Zorrilla dispuso la incautación de los archivos, bibliotecas y colecciones de arte en poder de catedrales, cabildos, monasterios y órdenes militares, en la llamada desamortización cultural, medio por el cual ingresaron en la Biblioteca Nacional obras muy valiosas procedentes de las catedrales de Ávila y Toledo.
Mediante el decreto del 28 de noviembre de 1836, la Biblioteca Real pasa a denominarse Biblioteca Nacional y a depender del Ministerio de la Gobernación de la Península. Un año más tarde, en 1837, Antonia Gutiérrez Bueno se convierte en la primera mujer a la que se permitió el acceso para consultas. En 1857, se aprueba el primer reglamento de la Biblioteca Nacional, en el que se establece la convocatoria, concesión, y posterior publicación de las obras ganadoras de los Premios Bibliográficos que anualmente convocaría la Biblioteca Nacional.: 5  Estos premios hicieron que la Biblioteca se convirtiera “en la principal impulsora de trabajos bibliográficos en España”, promoviendo el interés de bibliotecarios y bibliógrafos. En 1858, se crea el cuerpo facultativo de archiveros, bibliotecarios y arqueólogos, el cual es liderado por el director de la Nacional.
En 1876, la Biblioteca contaba ya con 300 000 libros, 200 000 folletos impresos y más de 30 000 manuscritos. A pesar de las varias mudanzas, la Biblioteca Nacional seguía creciendo y sus necesidades sobrepasaban la capacidad de las sedes que hasta entonces había ocupado. En 1857 se pidió la realización de un proyecto para una nueva sede, y en 1864 se escogió finalmente la obra del arquitecto Francisco Jareño Alarcón.
El 21 de abril de 1866 la reina Isabel II colocó la primera piedra del Palacio de Archivos, Bibliotecas y Museos, situado en el paseo de Recoletos. Por razones económicas las obras procedieron con mucha lentitud, y hubo muchas modificaciones al proyecto original. En 1884, Antonio Ruiz de Salces sustituyó a Jareño en la dirección de las obras de construcción del nuevo edificio de la Biblioteca Nacional. En 1892 se finalizó la construcción del edificio y el 16 de marzo de 1896 se abrió al público la Biblioteca Nacional en su nueva sede.: 7 

### SigloXX

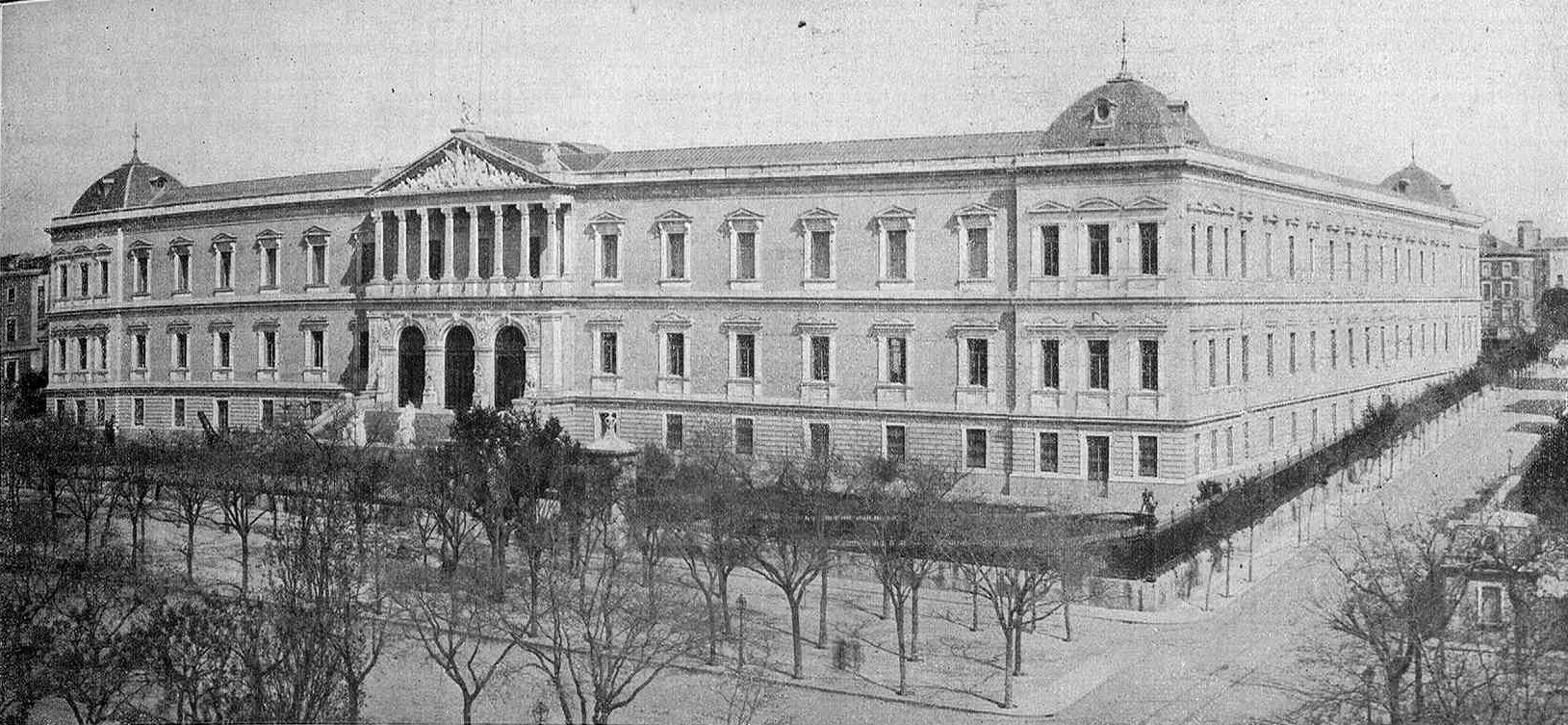
Edificio de la Biblioteca Nacional hacia 1904, en La Ilustración Artística.

El siglo XX empezó para la Biblioteca con la aprobación del “Reglamento de las bibliotecas públicas del Estado” por el Real Decreto del 18 de octubre de 1901. Mediante esta ley, que derogó a la anterior de 1857, la Biblioteca Nacional pasó a ser la cabecera de las bibliotecas españolas.: 208 

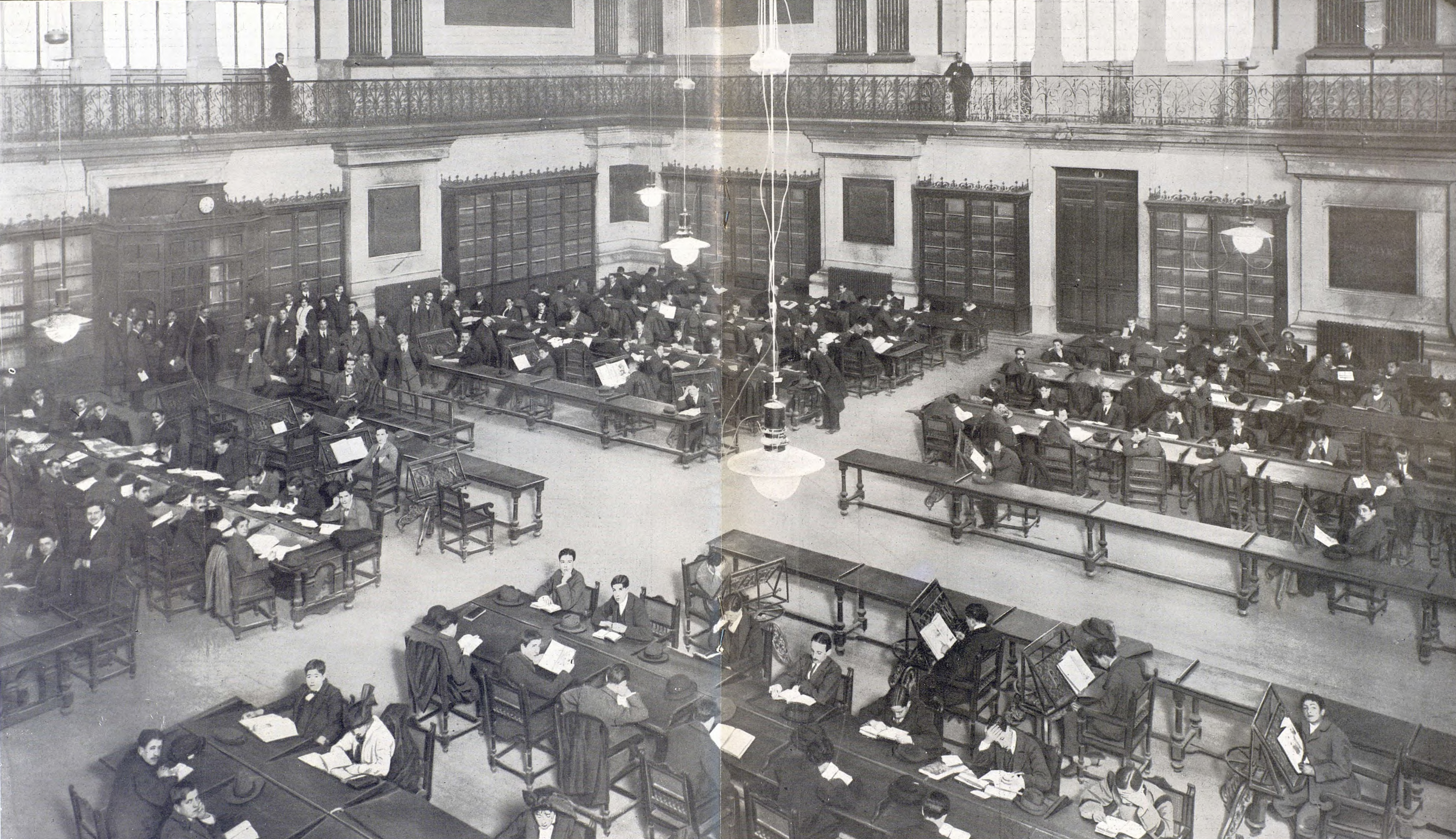
Salón de lectura de la Biblioteca Nacional de España (La Esfera, 1914)

Durante este tiempo fue director de la Biblioteca Nacional el erudito español Marcelino Menéndez Pelayo, el cual promovió la creación de catálogos especializados, como lo fueron el Catálogo de los Manuscritos árabes existentes en la Biblioteca Nacional de Madrid (Francisco Guillén Robles 1899), en 1901 el Catálogo de los retratos de personajes españoles de 1901 y en 1906 el Catálogo de la colección de dibujos originales de la Biblioteca Nacional, ambos de Ángel M. Barcia. También se le dio un impulso nuevo a la Revista de Archivos, Bibliotecas, y Museos, que fue un instrumento importante para el desarrollo del campo de la Biblioteconomía en España.
En 1930, el ministro de Instrucción Pública y Bellas Artes, Elías Tormo, crea el Patronato de la Biblioteca Nacional, órgano que se ocupará de elegir a Miguel Artigas como director de la Biblioteca. Durante la Segunda República Española, Artigas y el Patronato lanzan un proceso de restauración y ampliación del edificio y de reformas de los servicios bibliotecarios. Entre estas, destaca la reorganización del Salón de Lectura, la creación de la Sala General, abierta al público e inaugurada por el presidente Alcalá Zamora,: 7  y la ampliación de los horarios.
Durante la guerra civil española, el director de la Biblioteca Nacional fue Tomás Navarro Tomás, elegido poco antes de empezar la Guerra Civil hasta su finalización. En este periodo también se cerraron sus puertas y sus fondos más preciosos fueron evacuados a las Torres de Serranos, en Valencia y después al extranjero, a Ginebra, en Suiza. Para salvar de la destrucción los fondos de centros religiosos, palacios o casas particulares, se trasladaron a la Biblioteca alrededor de 500 000 volúmenes mediante la Junta de Incautación y Protección del Patrimonio Artístico.: 8  Muchos de estos fondos provenían de prestigiosas bibliotecas privadas y algunos no pudieron ser devueltos después de la guerra. El edificio de la Biblioteca Nacional también fue víctima de varios bombardeos durante la guerra, aunque no causaron daño a los fondos que se albergaban dentro.
Después de la guerra, se eligió nuevamente como director a Miguel Artigas y en 1939 se introduce el sistema decimal para la catalogación de fondos en las bibliotecas públicas españolas.: 8  En los años posteriores a la guerra, se celebran varias exposiciones destacadas, entre ellas dos dedicadas a Miguel de Cervantes y otra bajo el título Un milenio del libro español en 1952. En 1953 se inaugura la nueva sede del Archivo Histórico Nacional, que antes compartía edificio con la Biblioteca y el Museo Arqueológico Nacional.

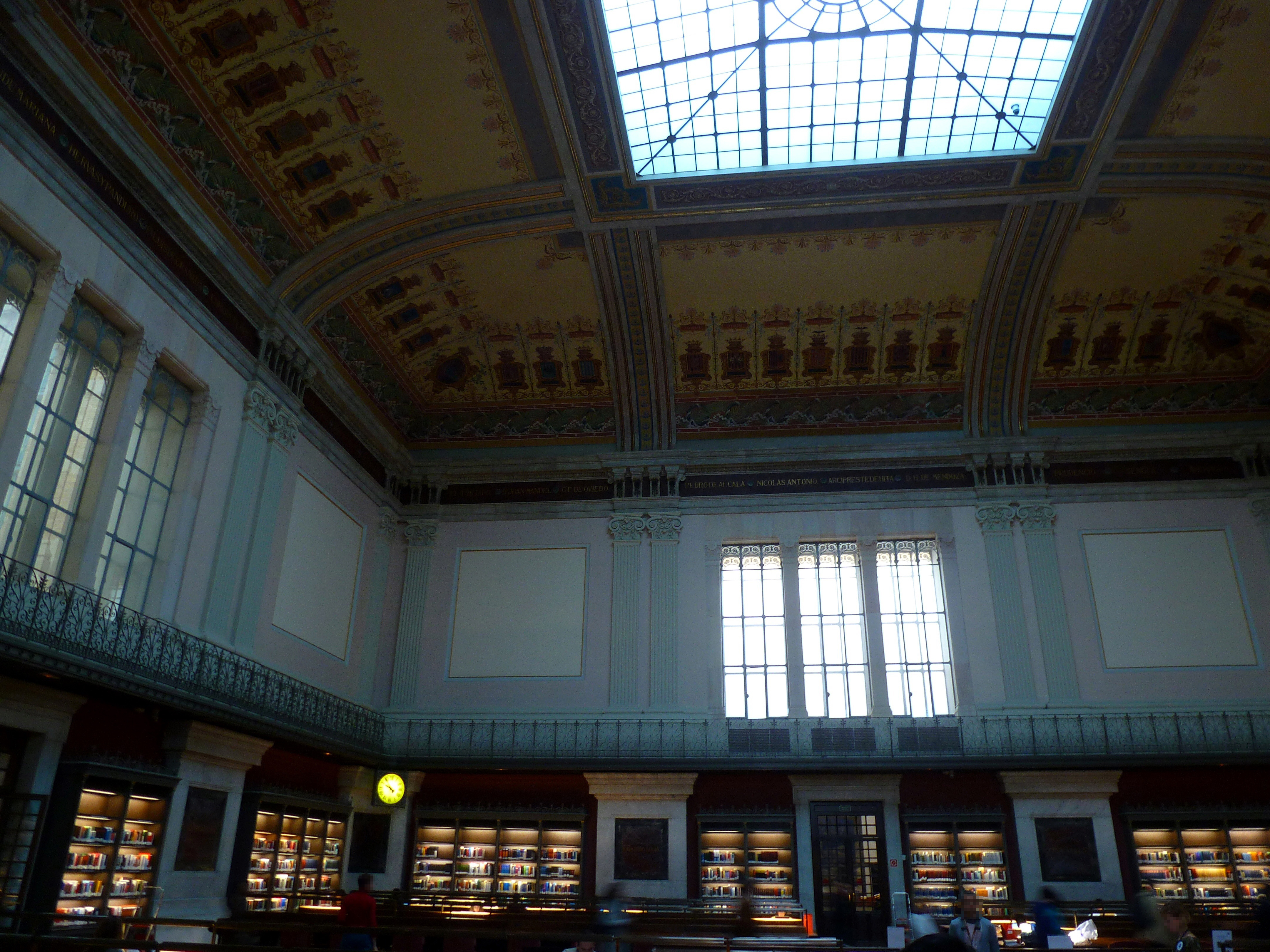
El Salón General de Lectura.

Aunque hubo varias reformas de la organización y la gestión de la Biblioteca durante la década de 1950, la más importante fue el Decreto Orgánico del 8 de marzo de 1957 y su correspondiente Reglamento, publicado el 20 de diciembre del mismo año. El nuevo Reglamento reestructuró los servicios de la Biblioteca, dispuso que el director tuviera que ser un miembro del Cuerpo Facultativo y redujo las funciones del Patronato. En 1957 también se promulga un nuevo Decreto de depósito legal que logra, finalmente, que los impresores cumplan con el mismo.

A pesar de las reformas, aún había muchas labores bibliotecarias de carácter nacional que la Biblioteca no desempeñaba. Por ejemplo, en 1970 se creó el Instituto Bibliográfico Hispánico, que incluía el Servicio Nacional de Información Documental y Bibliográfica, el Depósito Legal, y la Comisión Nacional de Planificación y Coordinación Bibliográfica.: 9  La Hemeroteca Nacional, fundada en 1941, reunía también una importante colección de prensa española. En 1978, las colecciones de la Biblioteca albergaban alrededor de cinco millones de piezas y tenía alrededor de 412 000 lectores anuales.

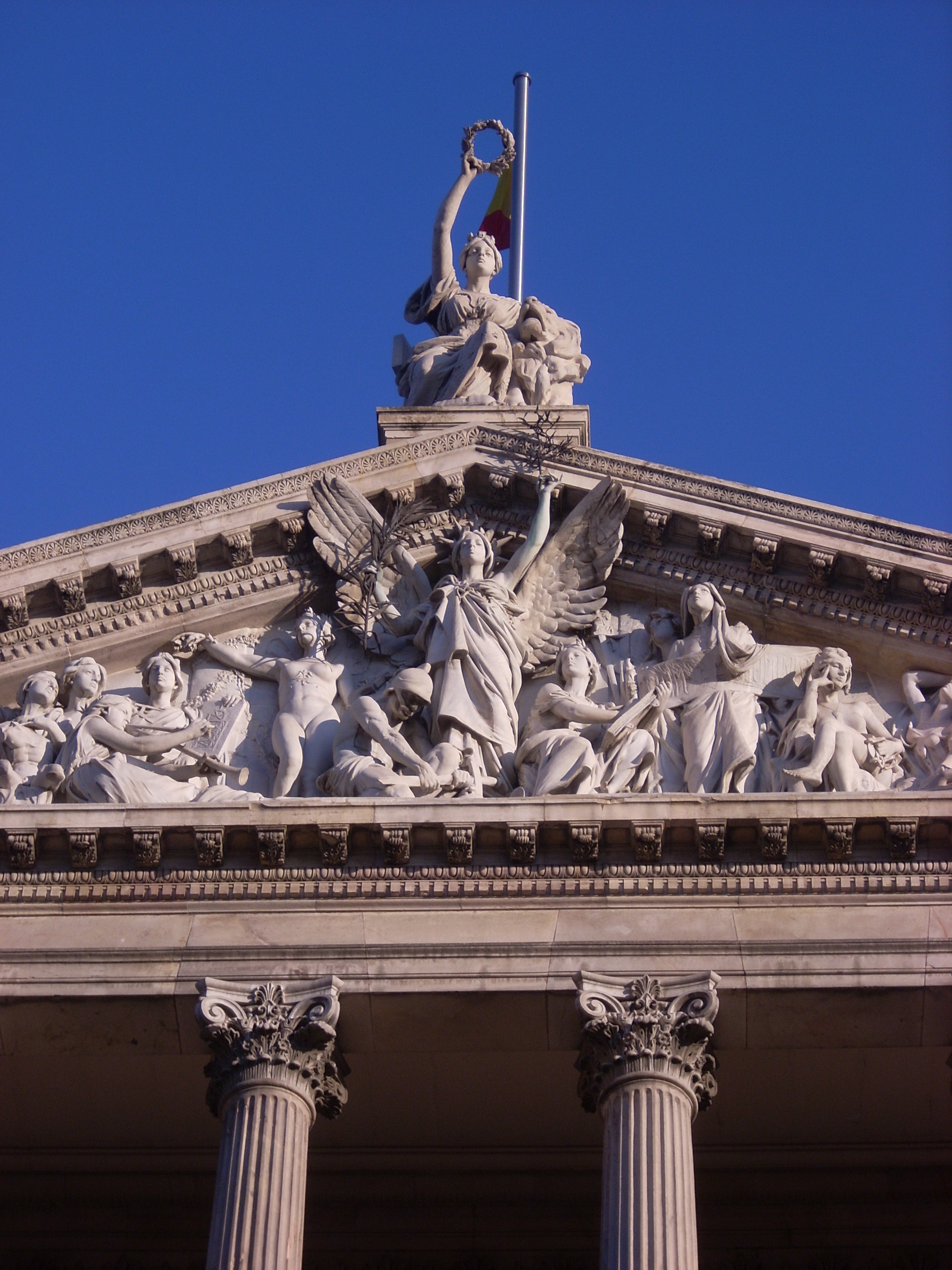
Detalle del frontón de la fachada principal de la Biblioteca.

En 1982 se llevó a cabo el primer estudio de viabilidad para automatización de la Biblioteca,: 9  que se concretaría en la adopción del sistema SABINA, una versión especial del software español SABINI. Por Real Decreto, en 1985 se integran en la Biblioteca Nacional el Instituto Bibliográfico Hispánico, la Hemeroteca Nacional, y el Centro del Tesoro Documental y Bibliográfico.: 208  En 1985, la BNE es declarada "la institución bibliotecaria superior del Estado y la cabecera del Sistema Español de Bibliotecas." A finales de la década de 1980 se inician las obras para crear un segundo depósito en Alcalá de Henares (inaugurado en el año 1993) y arranca el sistema de automatización ARIADNA, que empieza a funcionar en 1991.: 9 
En 1991, por Real Decreto (R.D. 1581/1991 de 31 de octubre), se aprueba el Estatuto de la Biblioteca Nacional como Organismo Autónomo, y se inicia una fase de ampliación para la Biblioteca.: 209  Se abren nuevos servicios como el de Información Genealógica y Heráldica, Información General, y Documentación Bibliotecaria. En 1995 se inaugura el Museo del Libro y se continúa con el plan de automatización. En 1996 la BNE inaugura su propio sitio web en Internet.

### SigloXXI

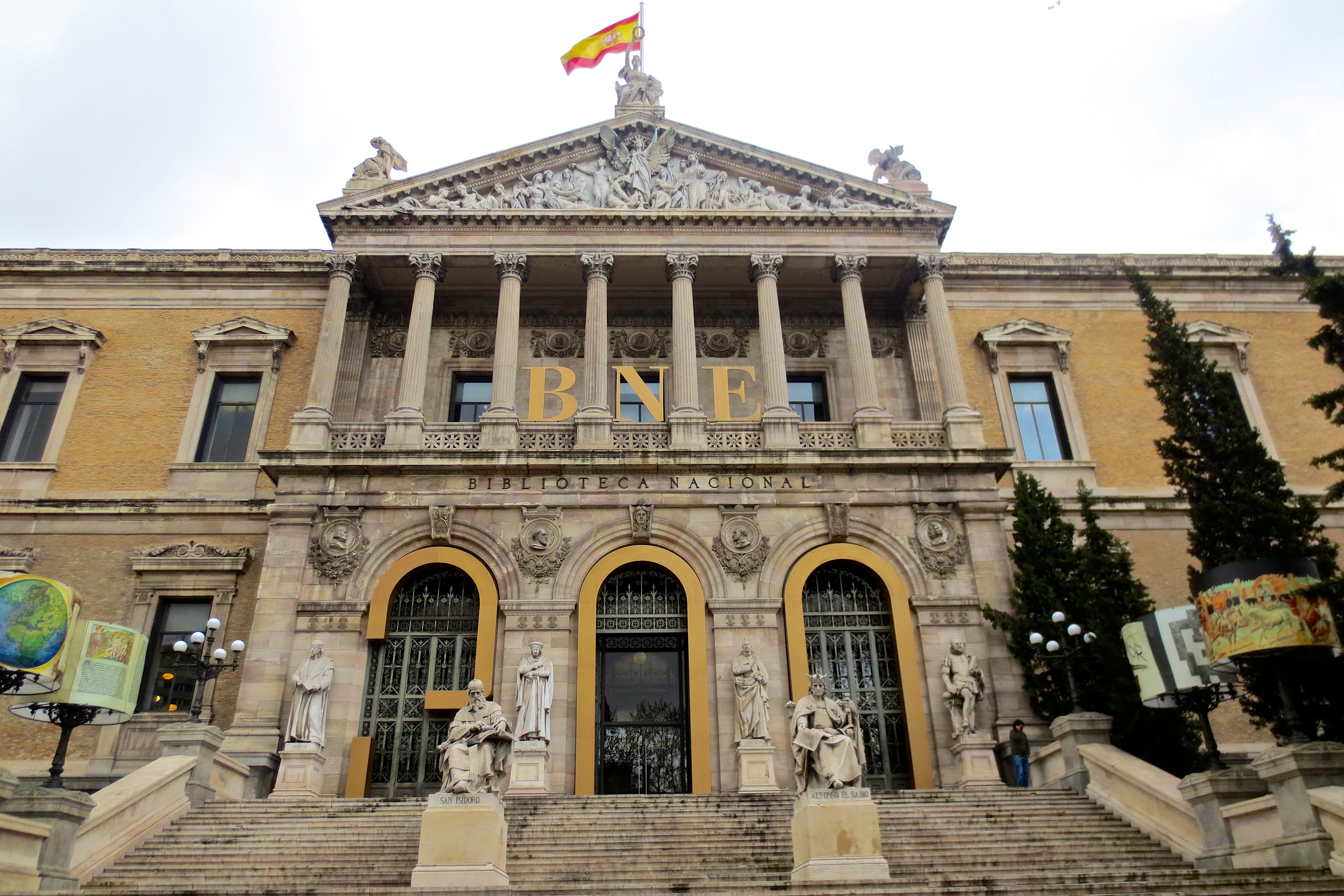
Fachada conmemorativa de los 300 años de la BNE.

El 11 de noviembre de 2009 entra en vigor el nuevo Estatuto de la Biblioteca Nacional de España aprobado por Real Decreto 1638/2009, de 30 de octubre. Uno de los principales cambios es la denominación oficial del organismo, que pasa a ser Biblioteca Nacional de España, para una mejor identificación "en los foros y organizaciones internacionales".
El nuevo estatuto prevé que la Biblioteca garantice la representación de las comunidades autónomas y de las universidades en su Patronato. Para ello se incorporan como vocales natos el vicepresidente segundo de la Conferencia Sectorial de Cultura y el presidente de la Conferencia de Rectores de las Universidades Españolas. Se modifica además el procedimiento para nombrar al director general, que será designado por Real Decreto, acordado en Consejo de Ministros a propuesta del ministro de Cultura, previa consulta al Real Patronato y "atendiendo a criterios de competencia profesional y experiencia (…) en el área de bibliotecas y gestión cultural".
El 5 de mayo de 2010, el Consejo de Ministros de España decidió que el cargo que encabeza a la Biblioteca Nacional pierda su condición de dirección general en la estructura jerárquica administrativa del gobierno español, convirtiéndose en una subdirección general, tras lo cual, Milagros del Corral, la directora, presentó su dimisión. La sucedió en el cargo la presidenta de la Federación Española de Sociedades de Archivística, Biblioteconomía, Documentación y Museística (Fesabid), Glòria Pérez-Salmerón.
Entre los proyectos de la Biblioteca Nacional durante este periodo destacan varios. En el 2007, se inauguró el nuevo Museo de la Biblioteca Nacional, que sustituyó al antiguo Museo del Libro y amplió su oferta cultural y educativa. En 2008 se presentó la Biblioteca Digital Hispánica, portal desde el que se accede a los recursos digitalizados por la Biblioteca. También la Biblioteca empezó a participar en redes sociales, abrió su página en Facebook en el 2008 y después se han ido añadiendo perfiles en otras plataformas web 2.0 como Twitter, YouTube, Slideshare, Flickr y Wordpress.

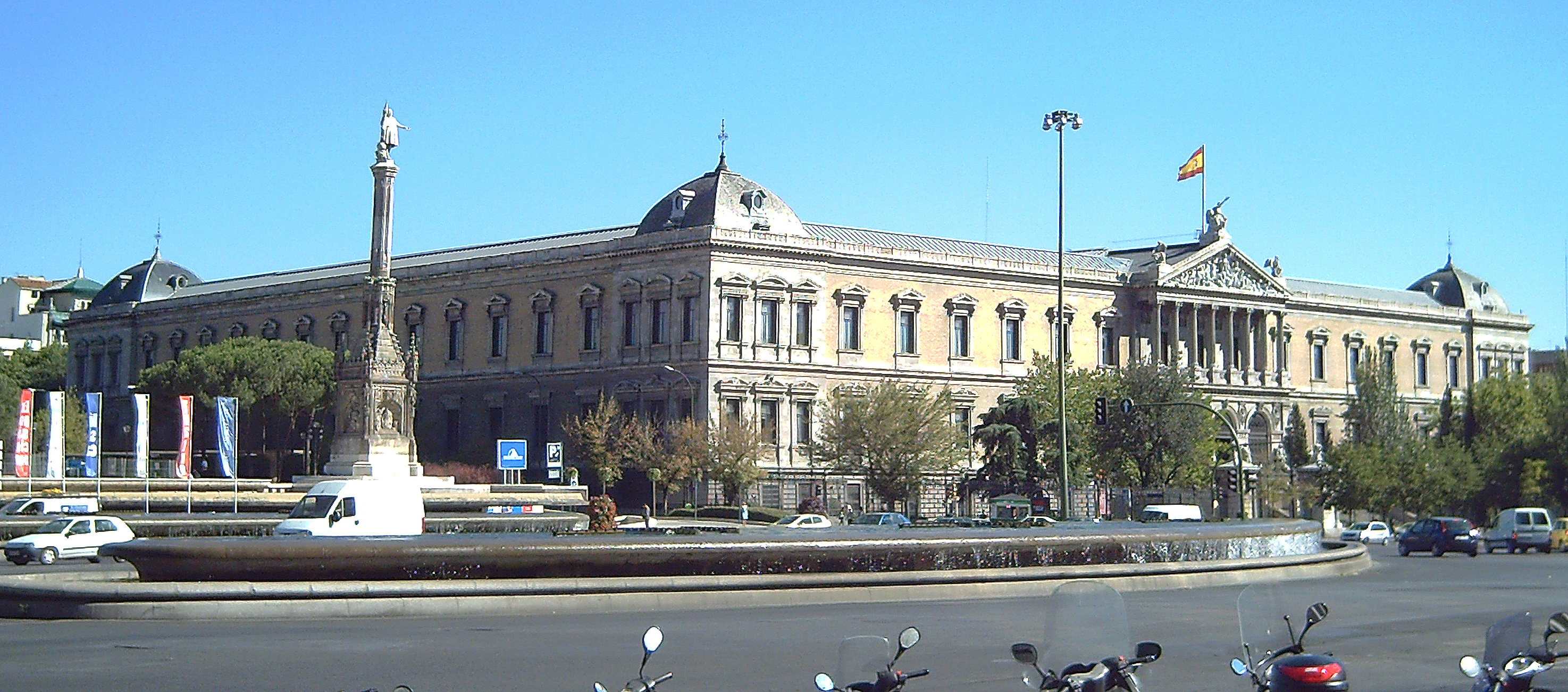
Biblioteca Nacional de España en Madrid

En 2009, la Biblioteca Nacional inició un proyecto en colaboración con Internet Archive, con el objetivo de "recolectar, archivar, y preservar el dominio.es." En octubre de 2010, la BNE inauguró el "Quijote Interactivo", una versión digitalizada e interactiva de la obra de Cervantes, que incluye contenidos que ayudan a contextualizar la lectura, como un mapa con las aventuras del Quijote y apartados sobre la vida en el siglo XVII.
En el ámbito internacional, la Biblioteca colabora en la base de datos Dialnet, enlazando autores coincidentes en ambas bases de datos. Su participación en un proyecto de investigación con el Grupo de Ingeniería Ontológica (Ontology Engineering Group) de la Universidad Politécnica de Madrid ha dado como fruto la creación del portal con una parte importante de los registros de la BNE convertidos a RDF y disponibles en abierto.
En las asociaciones profesionales IFLA y OCLC, la BNE está presente en importantes grupos de trabajo; forma parte del Virtual Authority File (VIAF) desde sus inicios y es también importante su presencia en las entidades normalizadoras como la Organización Internacional de Normalización o en su correlato nacional Asociación Española de Normalización y Certificación. Asimismo, la Biblioteca Nacional de España está presente en EURIG, un organismo creado para promover los intereses profesionales comunes de los usuarios y potenciales usuarios de RDA (Resource Description and Access) en Europa.
La Biblioteca ha participado además en el Proyecto IMPACT, que analiza el reconocimiento de caracteres de las obras manuscritas, y también el Proyecto ARROW, que persigue realizar una base de datos Europea sobre las llamadas obras huérfanas, obras de las cuales no se conoce quién detenta los derechos de propiedad intelectual. También se trabaja en la catalogación de cantorales de los siglos XVI-XIX, en colaboración con la Fundación General de la Universidad de Alcalá.
El 15 de noviembre de 2010 la Biblioteca Nacional de España presenta su Catálogo bibliográfico de la colección de incunables, un volumen doble, cuyo autor es Julián Martín Abad, jefe del Servicio de Manuscritos e Incunables de la BNE y que recopila 2297 ediciones y 3158 ejemplares.
El 13 de diciembre de 2011, los reyes de España inauguraron la exposición Biblioteca Nacional de España: 300 años haciendo historia, acto con el que se iniciaron los actos conmemorativos de la celebración del Tricentenario de su fundación.

## Organización
La Biblioteca depende directamente del Ministerio de Cultura o equivalente y del director general de la misma, que cuentan con un Real Patronato a quien la ley le atribuye las facultades de «órgano superior consultivo» y que tiene como estructura estable un Consejo de Dirección, una Dirección Técnica y una Gerencia.

## Real Patronato de la Biblioteca Nacional
Presidentes
- Luis Alberto de Cuenca (2015 - 2018)
- Soledad Puértolas (2018 - 2021)
- Elvira Lindo (2021 - 2022)
- Daniel Fernández (2022 - )

## Sedes de la Biblioteca Nacional

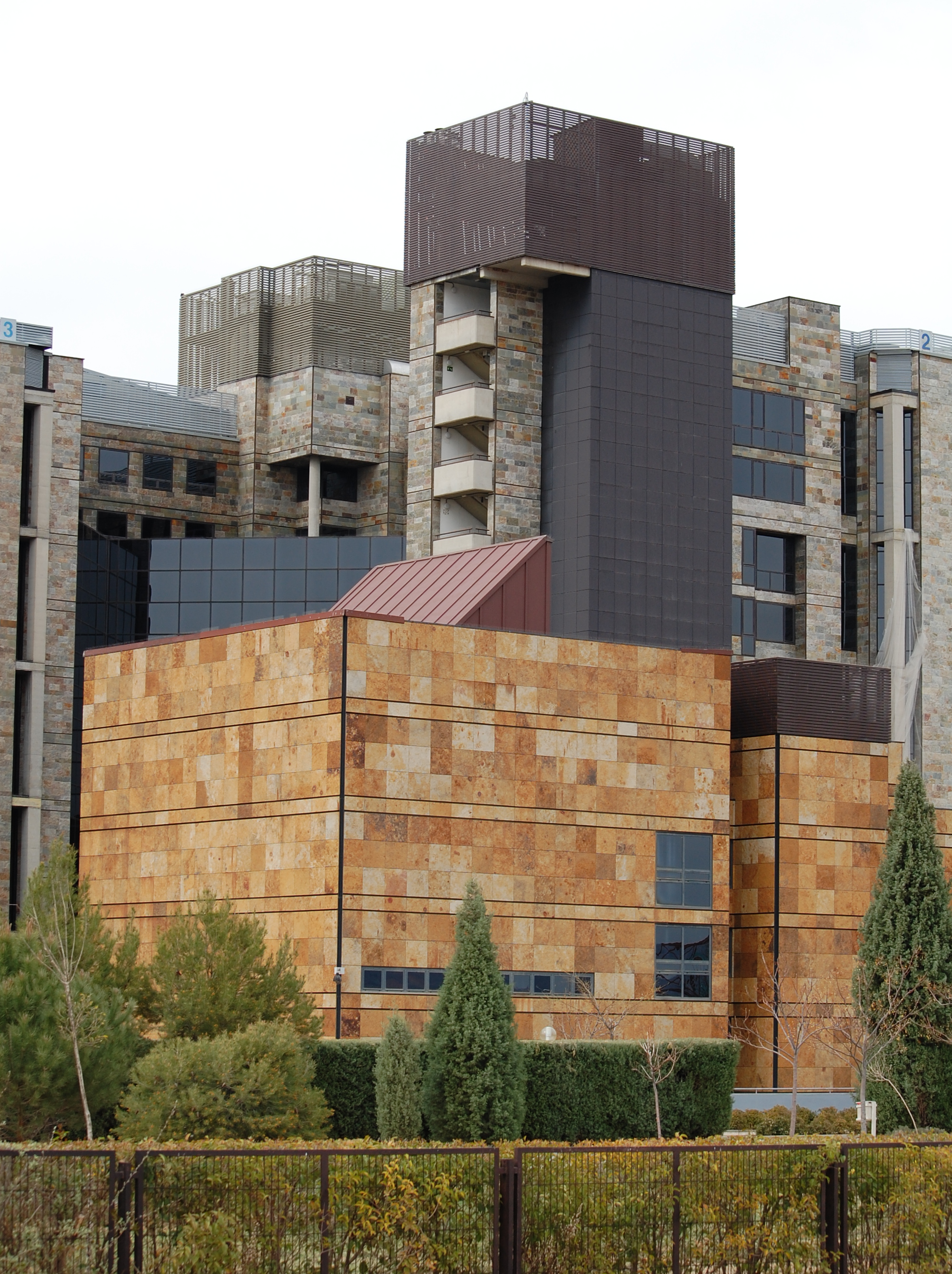
Sede de la BNE en Alcalá de Henares.

Según sus estatutos, forman parte del patrimonio del organismo autónomo Biblioteca Nacional, las sedes del paseo de Recoletos (Madrid), de Alcalá de Henares y de la Hemeroteca Nacional. Desde 2010 se añade la Sede Electrónica de la Biblioteca Nacional de España.

## Depósito Legal
El depósito legal puede definirse como la exigencia, impuesta por ley, de depositar en una o varias agencias específicas, ejemplares de publicaciones de todo tipo, reproducidas en cualquier soporte, para la distribución pública, alquiler o venta. Tiene como objetivo garantizar la conservación y el acceso del patrimonio cultural de un país a los investigadores de hoy y del futuro.
El 26 de julio de 1716 Felipe V resolvió que se debía entregar una copia de «todas las impresiones nuevas que se hicieran en mis dominios» a su Real Biblioteca de Madrid. Este privilegio, antecedente del depósito legal moderno, lo ostentaba la Real Biblioteca de San Lorenzo de El Escorial, para Aragón y Castilla, desde el 12 de enero de 1619.
Pese a todos los intentos realizados a través de los diversos periodos históricos, el depósito legal se incumplió sistemáticamente hasta la promulgación del Real Decreto de 23 de diciembre de 1957. Este Reglamento estableció un sistema administrativo que posibilitó que sus objetivos se cumplieran. Por otra parte estipulaba que los impresores eran los responsables del depósito legal. La tipología de los materiales sujetos a depósito legal era realmente amplia, desde materiales impresos, hasta grabaciones sonoras, mapas geográficos, películas, y postales.
Este Decreto, aunque derogado salvo en lo relativo a las funciones, se mantuvo prácticamente intacto en su contenido en la Orden del 30 de octubre de 1971, y en la de 20 de febrero de 1973, por la que se modifican algunos artículos del Reglamento del Instituto Bibliográfico Hispánico.
La configuración de España como estado autonómico, con las transferencias de la gestión del depósito legal a las comunidades autónomas y los cambios en el mundo de la edición, junto a la aparición de nuevas tecnologías, hacían imprescindible la promulgación de una nueva ley. La Ley 23/2011, de 29 de julio, de Depósito Legal establece los siguientes cambios:
- sitúa al editor como sujeto depositante central,
- establece las competencias de las comunidades autónomas y de la BNE en esta materia,
- fija las grandes líneas para el depósito de las publicaciones electrónicas en línea y
- reduce el número de ejemplares que se deben depositar: la BNE recibe dos ejemplares de los libros con ISBN en lugar de tres y todas las bibliotecas de conservación dejan de recibir las reimpresiones.[60]

### Número de depósito legal
El número de depósito legal está compuesto de las siglas DL, el número de constitución del depósito y el año de constitución expresado con cuatro cifras. Todas las partes irán separadas del resto por un espacio, salvo el año, que irá precedido por un guion. Al finalizar cada ejercicio, se cerrará la numeración, que se iniciará de nuevo al comenzar el año. Las únicas salvedades corresponden a los números obtenidos en Asturias, donde DL puede ser sustituido por DLL (depósitu llegal), y Navarra, donde puede sustituirse por LG (Lege Gordailua).

### Legislación autonómica
Tras la entrada en vigor de la Ley 23/2011, tan sólo ocho comunidades autónomas han adaptado su normativa a la misma: Andalucía, Aragón, Asturias, Castilla-La Mancha, Ceuta, Cataluña, Extremadura y Navarra.
El contenido de todas ellas no difiere en lo esencial, aunque existen diferencias en los siguientes apartados:

#### Plazo para asignación de número
Las únicas que hacen referencia expresa son Andalucía y Extremadura, que determinan diez días hábiles a contar desde la presentación de la solicitud, y, Castilla-La Mancha y Navarra que establecen quince días.

#### Plazo de constitución del depósito
Obligatoriamente, antes de su distribución o venta, y, salvo Aragón, en el plazo de dos meses desde la obtención del número de depósito.

#### Número de ejemplares a depositar
En relación con los libros, folletos, recursos multimedia en el que uno de los soportes sea en papel, publicaciones seriadas, colecciones por fascículos, partituras, mapas, planos, Atlas y similares, el número de ejemplares a depositar será de cuatro, dos para la Comunidad y dos para la BNE.
Para el resto de documentos, según lo indicado en la siguiente tabla:
|                                                                          | Nacional | Andalucía | Aragón | Asturias | Castilla-La Mancha | Ceuta | Cataluña | Extremadura | Navarra |
| ------------------------------------------------------------------------ | -------- | --------- | ------ | -------- | ------------------ | ----- | -------- | ----------- | ------- |
| Aplicaciones informáticas                                                |          |           |        |          |                    | 1     |          |             |         |
| Banderolas anunciadoras y publicitarias                                  |          |           |        |          |                    | 1     | 1        | 1           | 2       |
| Boletines oficiales disponibles en internet                              |          |           | 3      |          |                    |       | 3        |             |         |
| No disponibles en internet                                               | 1        | 3         | 3      | 3        |                    | 3     |          | 3           | 2       |
| Carteles                                                                 |          | 3         | 2      | 1        | 3                  | 2     | 3        |             | 2       |
| Cromos                                                                   |          | 2         |        | 1        | 2                  | 1     | 2        | 1           | 1       |
| Documentos electrónicos sin soporte físico ni disponibilidad en internet |          | 2         | 1      | 2        | 1                  | 2     |          | 1           | 2       |
| Documentos sonoros                                                       | 1        | 4         | 3      | 3        | 3                  | 3     | 3        | 3           | 2       |
| Documentos audiovisuales                                                 | 1        | 4         | 3      | 3        | 3                  | 3     | 3        | 4           | 2       |
| Encuadernaciones                                                         | 1        | 3         | 3      | 2        | 3                  | 3     | 3        | 3           | 2       |
| Estampas originales                                                      | 1        | 3         | 3      | 2        | 3                  | 3     | 3        | 3           | 2       |
| Fotografías editadas                                                     | 1        | 3         | 3      | 2        | 3                  | 3     | 3        | 3           | 2       |
| Hojas impresas no comerciales                                            |          | 2         | 1      |          | 2                  |       | 4        | 2           | 1       |
| Láminas                                                                  |          | 2         | 1      | 1        | 2                  | 1     | 2        | 1           | 1       |
| Libros artísticos o bibliófilos                                          | 1        | 3         | 3      | 2        | 3                  | 3     | 3        | 3           | 2       |
| Libros de texto                                                          | 1        | 3         | 2      | 3        | 2                  | 3     | 2        | 3           | 2       |
| Microformas                                                              | 1        | 3         | 3      | 2        | 2                  | 3     | 2        | 3           | 2       |
| Naipes                                                                   |          |           | 1      | 1        | 2                  | 1     | 1        | 1           | 1       |
| Películas                                                                |          | 2         | 1      |          | 1                  |       | 2        | 1           | 1       |
| Postales de paisajes o ciudades                                          | 1        | 3         | 3      | 2        | 3                  | 3     | 3        | 3           | 2       |
| Resto de postales                                                        |          | 2         | 1      | 1        | 2                  | 1     | 2        | 1           | 1       |
| Publicaciones electrónicas en formato tangible                           | 1        | 3         | 3      | 2        | 3                  | 3     | 3        | 3           | 2       |

### Depósito legal de las publicaciones en línea
Está regulado mediante R.D. 635/2015, de 10 de julio, y se entiende de aquellas publicaciones sin soporte físico tangible.
Este tipo de depósito legal es aplicable a los sitios web y sus publicaciones, siempre que contengan patrimonio bibliográfico, visual, sonoro, audiovisual o digital de las culturas de España.
Las principales diferencias frente a la regulación del depósito legal de las publicaciones tangibles son:
- La iniciativa del depósito pasa de los editores a los centros de conservación
- Las publicaciones en línea no dispondrán de número de depósito legal
- Serán los centros de conservación los que determinen los sitios web que serán capturados o depositados para su conservación
  - Para los libremente accesibles podrán usarse robots
  - Para los protegidos o no capturables de forma automática, se acordará con el editor la mejor forma de hacerlo
- La única obligación de los editores será la de permitir la recolección de la publicación
- En todo momento se respetará la legislación sobre propiedad intelectual y protección de datos de carácter personal

## Salas y sus fondos
| Salas                               | Fondos | Departamento                               |
| ----------------------------------- | --- | ------------------------------------------ |
| Sala de Información General         | | Departamento de Referencia                 |
| Sala María Moliner                  | - Libros conservados en los depósitos generales, en soporte original o reproducidos - Colección de referencia general, de libre acceso | Departamento de Referencia                 |
| Sala de Alcalá de Henares           | - Fondos conservados en los depósitos de esta sede | Área de Coordinación de Colecciones        |
| Sala Cervantes                      | - Manuscritos antiguos y modernos, archivos personales - Archivo de la Biblioteca Nacional - Incunables - Impresos de los siglos XVI, XVII y XVIII, primeras ediciones y obras especiales de siglos posteriores - Obras de teatro - Obras de Cervantes - Colección de referencia en libre acceso | Departamento de Patrimonio Bibliográfico   |
| Sala Goya                           | - Dibujos y grabados - Libros ilustrados con estampas originales - Ephemera y exlibris - Carteles - Fotografía - Mapas antiguos y modernos, manuscritos e impresos, geografía, viajes y países - Biblioteca de referencia y especializada en arte, dibujo, grabados, fotografía, cartografía e iconografía, en libre acceso                                                                                          | Departamento de Bellas Artes y Cartografía |
| Sala Barbieri                       | - Partituras manuscritas e impresas, libros especializados en música y musicología manuscritos e impresos, revistas y folletos especializados, y archivos originales musicales españoles - Grabaciones sonoras - Documentos audiovisuales y multimedia - Biblioteca de referencia de Música y Cine, obras completas de compositores, colecciones extranjeras de partituras, revistas especializadas, en libre acceso | Departamento de Música y Audiovisuales     |
| Sala de Prensa y Revistas           | - Revistas, prensa y boletines oficiales - Colección de referencia general y obras especializadas en prensa y medios de comunicación, en libre acceso - Colección de revistas en libre acceso - Microformas (periódicos, revistas y boletines oficiales) y prensa digitalizada - Publicaciones oficiales de los principales organismos internacionales                                                               | Departamento de Referencia                 |
| Sala de Información Bibliográfica   | - Bibliografías generales y especializadas - Bases de datos - Catálogos de bibliotecas españolas y extranjeras - Otras obras de referencia | Departamento de Referencia                 |
| Sala de Documentación Bibliotecaria | - Obras especializadas en Biblioteconomía, Documentación, Archivística, Museología, y materias afines. Todo en libre acceso, excepto los números antiguos de revistas extranjeras - Obras sobre nuevas tecnologías aplicadas a la información. | Departamento de Referencia                 |

### Los fondos y colecciones

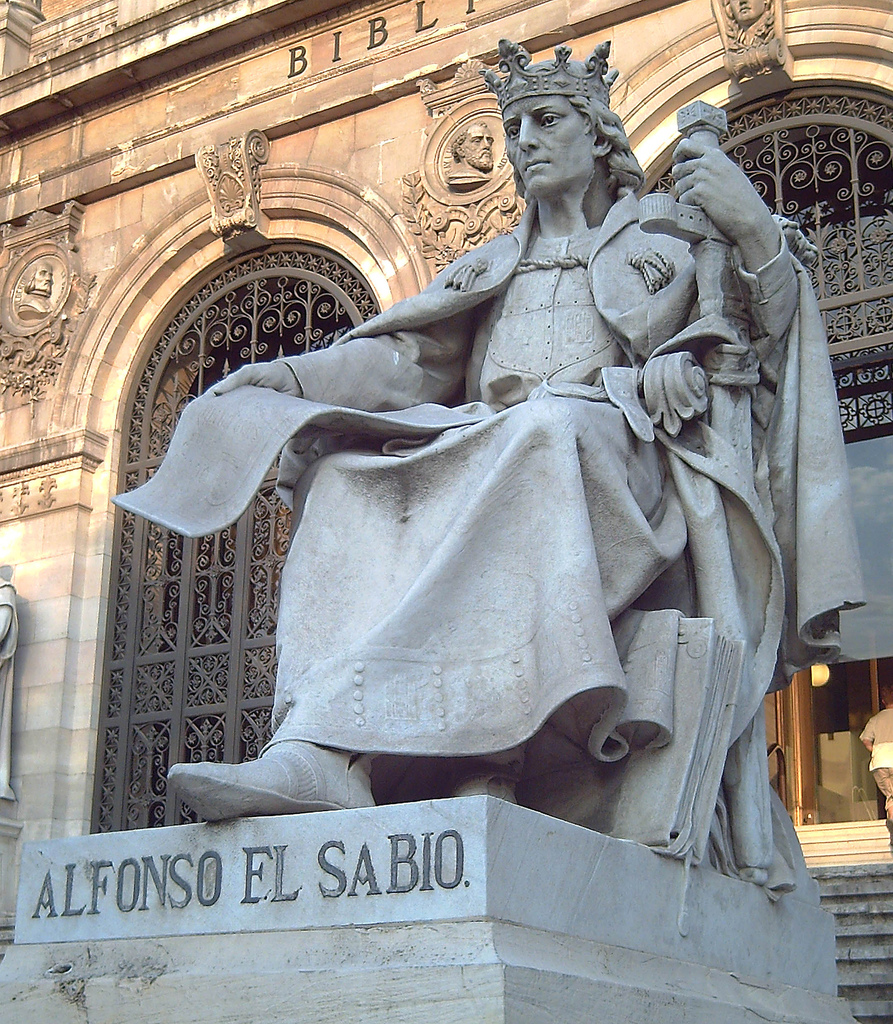
Estatua de Alfonso X el Sabio en la escalinata de entrada (J. Alcoverro, 1892).

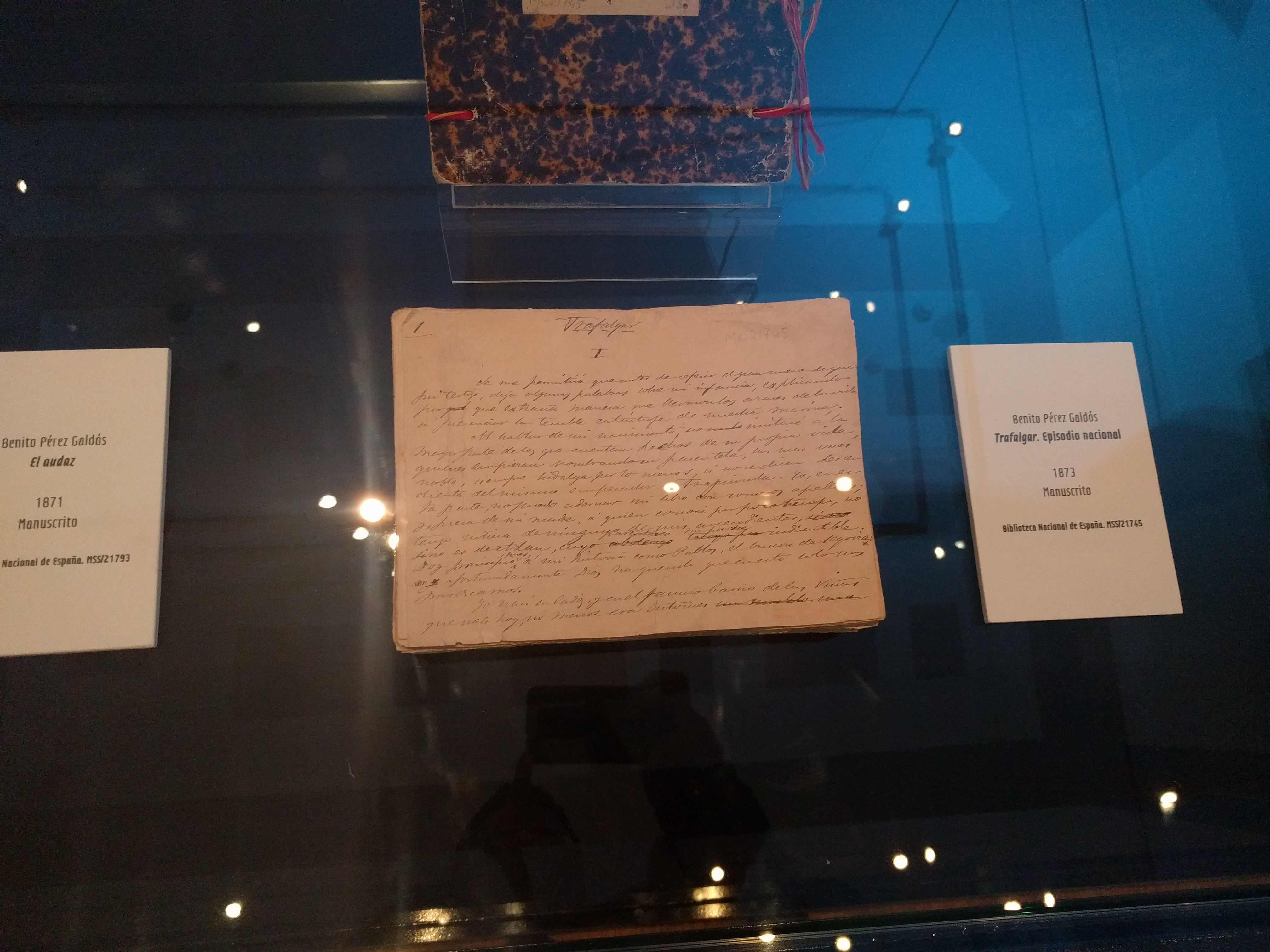
Manuscrito de Trafalgar (1873), primero de los Episodios nacionales, de Benito Pérez Galdós conservado en la Biblioteca Nacional.

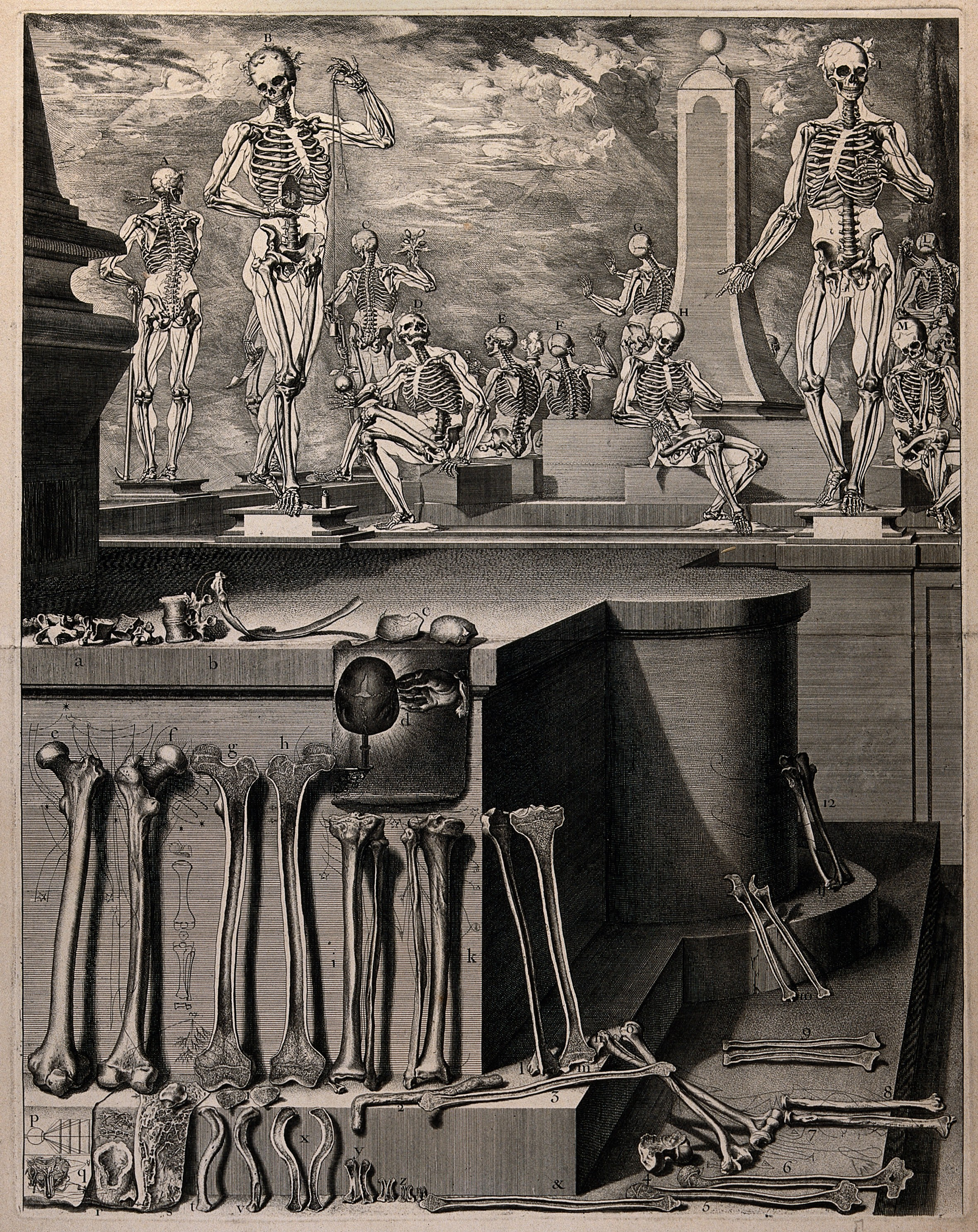
Grabado del Atlas Anatómico del ilustrador español Crisóstomo Martínez conservado en la Biblioteca Nacional.

La colección de la Biblioteca Nacional de España es el reflejo de la sociedad española a lo largo de sus tres siglos de historia, de los gustos y la cultura del país. Su antigüedad, y esta representatividad de los avatares históricos, la convierten en una de las más relevantes del mundo, integrada por auténticos tesoros, tanto por sus características literarias y artísticas como por su importancia histórica y bibliográfica. Este patrimonio se ha conservado y ha llegado a nosotros gracias al entusiasmo y el trabajo de un gran número de personas de muy diversa condición, desde bibliófilos y bibliotecarios a simples ciudadanos, quienes con su aportación personal o sus conocimientos han contribuido al desarrollo de una biblioteca excepcional.

#### Las colecciones históricas
Al fondo inicial se van sumando otras obras mediante diversos modos de adquisición e incremento. A las ya mencionadas incautaciones de los nobles partidarios del contendiente austriaco en la Guerra de Sucesión, como las del duque de Uceda, el marqués de Mondéjar, etc., se unen las permutas de fondos con los conventos de Santo Tomás de Ávila y el convento de San Vicente de Plasencia, así como las donaciones testamentarias hechas por miembros de las instituciones eclesiásticas y la nobleza, frecuentes como método para ganarse los favores de los reyes.
Pero fue en los siglos XVIII y XIX cuando la Biblioteca Nacional de España se afianza como la institución bibliotecaria central más estable del país, y esto produjo el incremento de su colección, tanto por la incorporación de las bibliotecas de los grandes eruditos, literatos, bibliófilos y políticos de la época mediante compra o donación, como por las diversas desamortizaciones de los fondos eclesiásticos realizadas a lo largo del siglo XIX. Estas constituyeron una importante vía de ingreso de fondos en la Biblioteca Nacional de España, con colecciones procedentes de conventos, monasterios y órdenes militares, instituciones que fueron durante años productoras y conservadoras de un gran patrimonio cultural. En la desamortización de 1869, llamada Desamortización cultural y promulgada por Manuel Ruiz Zorrilla, la BNE recibe varios de los fondos de las catedrales de Toledo y Ávila.
La siguiente tabla muestra las colecciones más importantes adquiridas a lo largo de los años, por compra, donación o legado testamentario, las más extensamente representadas en el catálogo de la BNE en la actualidad:
| Colección                          | Información | Vols.  |
| ---------------------------------- | --- | ------ |
| Biblioteca de Ultramar             | Se concede a la BNE por Real orden de 6 de mayo de 1899 los fondos pertenecientes a la Biblioteca del Ministerio de Ultramar, incorporándose al año siguiente, por otra real Orden de 4 de febrero de 1908 se incorpora el resto se conservan tanto en la signatura R como en VE. | 6137   |
| Cayetano Alberto de la Barrera     | Bibliotecario de la BNE en el siglo XIX, cervantista, amigo de Bartolomé Gallardo. Por disposición testamentaria dejaba sus libros a la Biblioteca Nacional, pasando a la misma en 1872. Ver ejemplos en Biblioteca Digital Hispánica. | 484    |
| Colección Agustín Durán            | Comprada por 9000 duros a su viuda, María Cayetana Cuervo, en virtud de Real Orden de 27 de junio de 1863. Formada por obras dramáticas, impresas y manuscritas. | 666    |
| Colección Barbieri                 | Fueron donados testamentariamente a la Biblioteca Nacional en 1894, pero solo en 1899 quedará definitivamente incorporado este fondo formado por música desde la Edad Media hasta el siglo XIX, además de una colección de documentos conocidos como papeles Barbieri: epistolarios, biografías, tonadillas, libretos de zarzuelas etc. En 1999, la Biblioteca Nacional adquirió alrededor de 200 obras manuscritas del compositor que completan la colección. Ver algunos ejemplos en Biblioteca Digital Hispánica. | 6151   |
| Colección Castellano               | En 1871 Hartzenbusch hace un intercambio de estampas duplicadas con Manuel Castellano para dotar a la BNE de una colección de fotografías. A su muerte, en 1880, se compra a su sobrino el resto de su colección. Ver algunos ejemplos en Biblioteca Digital Hispánica | 2045   |
| Colección Comín Colomer            | Donada tras su muerte por su viuda, Julia Martín, en 1975, fue comisario de policía y escritor, los temas sobre los que forman su biblioteca son la masonería, anarquismo, terrorismo, las internacionales, los antecedentes Partido Comunista de España entre otros. | 14 370 |
| Colección Duque de Osuna           | En 1886, se incorpora a la Biblioteca Nacional la Biblioteca Ducal de Osuna e Infantado, es la incorporación más importante del siglo XIX, por lo que respecta tanto a los manuscritos como a los incunables. Con esta ingresaron la Biblioteca del marqués de Santillana y la Biblioteca de los condes de Benavente, que quedó incorporada a la casa ducal de Osuna en 1771. | 4915   |
| Pascual de Gayangos                | Bibliófilo, editor, arabista y diplomático, realizó importantes adquisiciones de libros, sin importarle mucho el vendedor y la procedencia. Una primera adquisición parcial, la de los libros orientales, se llevó a cabo en 1895, la incorporación completa de su biblioteca a la Biblioteca Nacional se acordó en marzo de 1900, por la suma de 400 000 pesetas. La colección de obras de especial rareza e interés para la historia de la literatura española y las obras pertenecientes a los siglos XVI y XVII se incorporaron al Departamento de Libros Raros y Preciosos y el resto de los impresos se incorporaron al depósito general de la biblioteca. | 17 158 |
| Colección Gómez-Imaz               | Reunió a lo largo de su vida una de las mejores colecciones privadas sobre la Guerra de la Independencia española. El legado de Gómez Imaz se vendió en pública subasta en la casa Saskia-Sotheby’s en mayo de 1977, fecha en que el Centro Nacional del Tesoro Documental y Bibliográfico adquirió 148 lotes de los 244 subastados. Los lotes no adquiridos fueron los carentes de interés documental o bibliográfico y aquellas publicaciones de las que ya existían ejemplares dentro de las colecciones de la Biblioteca Nacional. Muchos de ellos ejemplares únicos, fundamentalmente periódicos y revistas de los siglos XVIII y XIX, pero también valiosos libros, manuscritos, papeles y documentos que pasaron a enriquecer, de forma notable, los fondos que ya poseía la Biblioteca Nacional sobre la Guerra de la Independencia española. | 4521   |
| Colección Graiño                   | Reunió una importante colección de libros filipinos que fue adquirida a sus herederos, los hermanos Suárez en 1959, constituyen un conjunto de excepcional valor, no solo por la rareza de algunas de sus piezas únicas y desconocidas por los bibliógrafos. Más de la tercera parte de estas obras están escritas en las lenguas indígenas (tagalo, pangasinan, cebuano, bisaya) e impresas por los principales impresores filipinos. | 768    |
| Infante Francisco de Paula         | La Biblioteca Nacional de España alberga la biblioteca de música del Infante Francisco de Paula Antonio (1794-1865), hermano menor de Fernando VII. La BN lo compró en el año 1878 a un librero llamado Manuel Montes. Contiene más de 650 obras, principal musical vocal profana, religiosa y de autores de entre los siglos XVI-XVIII, es especialmente rica en ópera italiana. | 775    |
| Colección Izquierdo                | Fue nombrado por Godoy consejero de Estado y agente diplomático en Europa. Vivió muchos años en París y allí reunió para el Príncipe de la Paz, una colección de libros, estampas y dibujos que por los acontecimientos políticos quedaron en la biblioteca del Gabinete de Historia Natural hasta que en 1904 pasaron a la Biblioteca Nacional. | 1518   |
| Colección Madrazo                  | La Biblioteca Nacional adquirió, por 5000 pesetas, el lote de dibujos que correspondió a su hija Cecilia Madrazo. Fue en Italia donde Madrazo compró una excelente selección de dibujos y una colección excelente de caricaturas boloñesas y venecianas de los siglos XVII y XVIII. y. | 944    |
| Colección Mendoza                  | La Colección de mapas reunida por Mendoza, ingresó en la Biblioteca Nacional el año 1913, procedente del Ministerio de Estado, hoy Ministerio de Asuntos Exteriores, cuya Biblioteca conservaba los fondos de la antigua Secretaría de Estado. Está compuesta por 2405 mapas, divididos en dos series: la primera, formada por 1697, impresos en su mayoría en Gran Bretaña, en la segunda mitad del siglo XVIII; se completó con una segunda serie de 708 mapas, grabados en otros países, como Francia, Alemania, España, Rusia, etc. Ver algunos ejemplos en Biblioteca Digital Hispánica | 2365   |
| Colección Pi y Margall             | La Biblioteca de Francisco Pi y Margal (presidente de la I República Española) se incorporó en 1902 a la Biblioteca Nacional por legado de su esposa Petra Arsuaga, la colección es rica en fondos de filosofía y de tema americano. | 1835   |
| Porcones                           | Con esta signatura se identifica un fondo integrado por alegaciones en derecho, memoriales que, tanto impresos como manuscritos, se presentaban en los pleitos por las partes implicadas. De ellos se ha tomado esta denominación por la unión de las palabras (“Por” y “Con”) que, tipográficamente destacadas, aparecen en las portadas de dichos impresos para introducir a cada una de las partes (litigante y demandado). Son un reflejo de la historia política, social y económica, detallada a través de los pleitos que entablaban los diferentes estamentos sociales. | 311    |
| Colección F. Condeminas            | Dentro de la colección de atlas y obras de Cartografía, Geografía, viajes, etc., antiguos y modernos, destaca un importante conjunto de atlas flamencos y holandeses, además de otros franceses, italianos, ingleses y alemanes, de los siglos XVI al XIX. Merece especial atención la colección Condeminas de libros de navegación, donada en 1969. | 921    |
| Fernando José de Velasco           | Ilustre jurisconsulto, su viuda se deshará pronto de su biblioteca, una parte de la misma y la más importante pasa a la biblioteca del marqués de la Romana probablemente en 1805, era una biblioteca particularmente rica en impresos, su colección de manuscritos incluía algunos códices medievales. | 1727   |
| García Figueras                    | Se conoce por colección García Figueras un fondo especializado en África y mundo árabe en general y del Protectorado de España en Marruecos en particular, donado a la Biblioteca por Tomás García Figueras en 1966. Con esta colección, junto a los fondos que existían ya en la BNE, se inauguró el 23 de noviembre de 1966 la denominada Sección de África. | 18 259 |
| Juan María Guelbenzu               | Se compró a Fernando Rico Barrios en tres entregas: 1990, 1992 y 2003. La colección de Juan María Guelbenzu que se conserva en la Biblioteca Nacional de España está formada por lo que constituyó su biblioteca personal, con alrededor de mil doscientas partituras impresas y unas cincuenta manuscritas, colección iniciada por su padre, José Guelbenzu. El contenido del repertorio es, en su mayor parte, clásico y romántico germano, en ediciones francesas y alemanas de las últimas décadas del siglo XVIII y primeras del XIX, aunque también está representada la ópera italiana, la literatura pedagógica y la música española coetánea a Guelbenzu. | 1704   |
| Hartzenbusch                       | El 19 de enero de 1899 donó Juan Eugenio Hartzenbusch un total de once volúmenes manuscritos, pero la incorporación del legado definitivo se produce el 29 de julio de 1910. | 731    |
| Legado Condesa del Campo de Alange | Adquirida en 1884 por la BNE la biblioteca de Manuela de Negrete y Cepeda, condesa de Campo de Alange, rica en pliegos de cordel y trasladada a los estudios de S. Isidro, de donde se recogieron, en 1890, los libros de que carecía la Biblioteca Nacional. | 173    |
| Ramón de Garciasol                 | El poeta Ramón de Garciasol (cuyo nombre verdadero es Miguel Alonso Calvo) legó su biblioteca y los manuscritos autógrafos de sus obras (también su archivo epistolar, todavía no entregado) en 1994 | 4830   |
| Valentín Carderera                 | En 1867 fue adquirida por el Estado la colección del pintor y erudito Valentín Carderera, que fue pintor de cámara de Isabel II, formada por retratos, dibujos y libros con grabados de autores españoles, italianos, alemanes, flamencos y franceses. | 6796   |

Por último, hay que destacar la importancia que adquiere desde 1716 la legislación que se ha ido promulgando a lo largo de su historia, como la ley de Imprenta y de Propiedad Intelectual (1847 y 1875, respectivamente), el decreto de 1938, que incluye la protección de los inventos modernos de las artes gráficas y los procesos de reproducción, la ley de 1939 de Recuperación y Devolución, promulgada tras la Guerra Civil, por la que ingresaron en la Biblioteca Nacional de España los libros no reclamados por sus propietarios. Entre los hitos legislativos hay que señalar el decreto de 1957 del Depósito legal, que consiguió hacer realmente efectivo el cumplimiento de dicho Depósito, aumentando de manera radical el flujo de recepción de todo tipo de materiales.
Todas estas disposiciones van diseñando el actual flujo de acceso de fondos a la Biblioteca Nacional de España, que se realiza por tres vías principales, el mencionado Depósito legal, la compra y el canje o donativo.

#### Fondos actuales

Diseños de inventos de Jerónimo de Ayanz (1553-1613), conservados en la Biblioteca Nacional
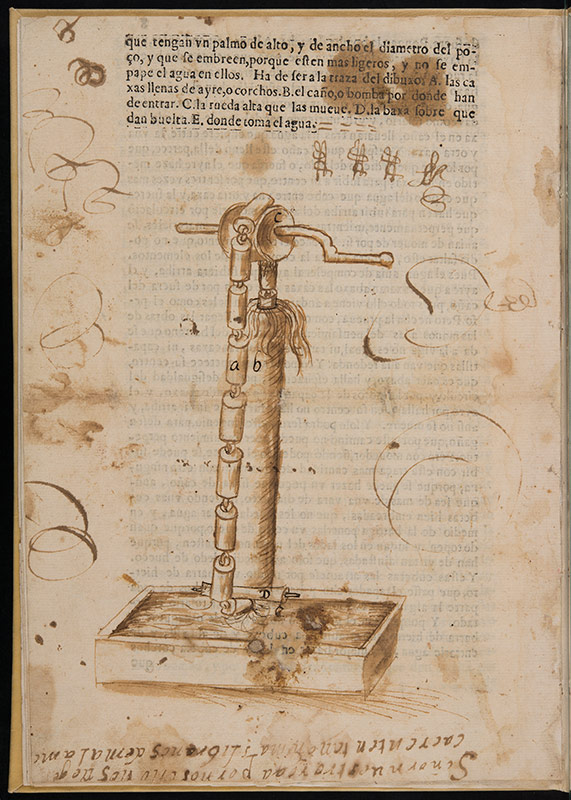
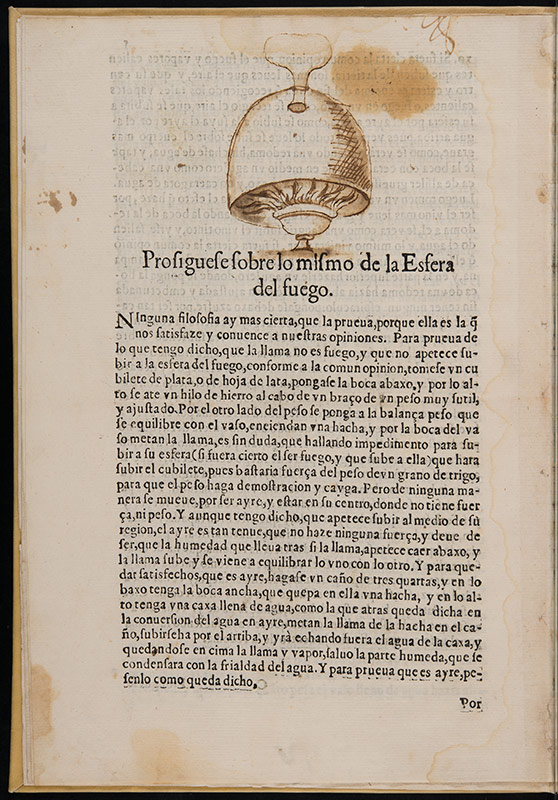
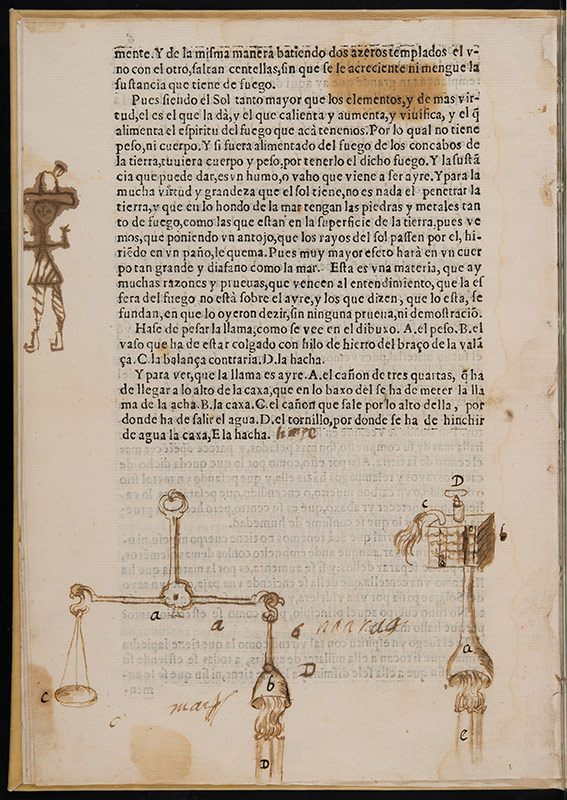
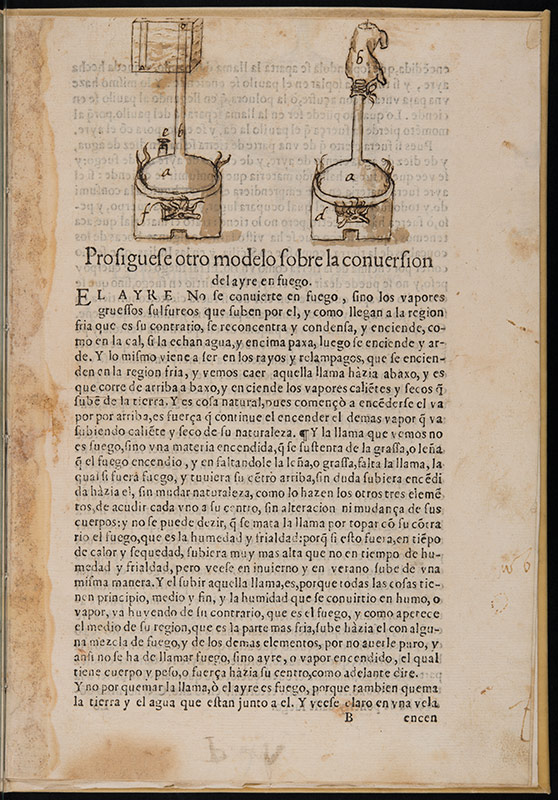

En la actualidad, la Biblioteca Nacional de España cuenta con unos fondos no exhaustivamente cuantificados, pero que se aproximan a los 28 millones de ejemplares. Entre ellos destacan la colección de manuscritos, que abarca obras desde el s. IX d. C. hasta un total de 23 000 obras, y la de incunables, 2298 ediciones incunables representadas por 3159 ejemplares, incluidos dos libros xilográficos.
Es en los impresos antiguos en los que es más difícil de establecer un volumen exacto, en el catálogo automatizado hay en este momento 145 150 títulos, pero se estima que existe un porcentaje muy alto descrito solo en los catálogos manuales. Entre las colecciones destacables están las de Barbieri, Gayangos, Gómez Imaz, Graiño, Usoz o Rico y Sinobas. Una colección especialmente relevantes es la Colección de Cervantes y la de Cervantes-Sedó.
Otro gran conjunto de materiales son los pertenecientes al departamento de Bellas Artes y Cartografía, constituidos por grabados (más de 100 000 estampas sueltas y otros 600 000 grabados incluidos en libros), dibujos, fotografías y mapas (a destacar la colección Mendoza y la de Tomás López e hijos) o las colecciones de ephemera o exlibris.
Las obras custodiadas en el Departamento de Música y Audiovisuales comprenden partituras impresas y manuscritas (179 228), grabaciones sonoras en todo tipo de formatos (discos de pizarra, cilindros de cera, vinilos y casetes, 323 699 títulos en el catálogo automatizado) y vídeos (2000, Beta, VHS, DVD y Blu-ray, en el catálogo hay actualmente 98 487 títulos).
La colección de prensa y revistas de la biblioteca nacional tiene una gran importancia para la investigación sociológica e histórica, e incluye actualmente 157 682 títulos; la mayor parte de la prensa y las revistas históricas están disponibles en la Hemeroteca Digital. Esta colección y su incremento anual ocasiona un gran problema de espacio, junto con la colección de libros modernos, que en la actualidad cuenta con 2 713 606 y que crece a un ritmo de 100 000 volúmenes anuales.
En 2020 un acuerdo entre el Ministerio de Cultura (que reformó la legislación para el caso), la Asociación Española de Videojuegos (AEVI), la Asociación de Usuarios de Informática Clásica (AUIC) y la Asociación Española de Empresas Productoras y Desarrolladoras de Videojuegos y Software de Entretenimiento (DEV) permite depositar en la institución todos los videojuegos desarrollados en España

## Los catálogos

### Catálogo General
Los primeros catálogos de la Real Biblioteca Pública son catálogos manuscritos y encuadernados, como las ya mencionadas obras de Juan de Iriarte. La enorme cantidad de catálogos impresos ha venido siendo recogidos en la Guía de catálogos impresos de la Biblioteca Nacional, que en su 3.ª edición de 2006 recoge un total de 514 catálogos impresos en monografías o en publicaciones seriadas; estos catálogos recogen todo tipo de colecciones: impresos, manuscritos, mapas, etcétera.
Tienen gran importancia los tradicionales catálogos en fichas por autor, título, materia o CDU, mantenidos y actualizados laboriosamente a lo largo de los siglos a partir de un catálogo interno «madre», el llamado Índice General. En el año 1956 se comenzó a redactar el llamado catálogo diccionario, que mezclaba en una única secuencia de muy prolijos criterios de ordenación, autores, títulos y materias. Asimismo las distintas salas mantienen sus propios catálogos especializados de las distintas colecciones, que en muchos casos son un recurso único.
A partir del año 1994, la Biblioteca Nacional dispone de un OPAC (Online Public Access Catalog), es decir, de un catálogo de acceso en línea, basado en el sistema Sirtex, que gestionaba la base de datos Ariadna. En 1996, Ariadna entra en la web, como la mayoría de los grandes catálogos y poco después se hace accesible también el catálogo de autoridades. En la actualidad el catálogo automatizado de la Biblioteca Nacional cuenta con alrededor de cuatro millones de obras de todo tipo de materiales, 8 millones de volúmenes y alrededor de 500 000 autoridades completas.

### Inventario General de Manuscritos
En 1953, se publica por primera vez el Inventario General de Manuscritos de la Biblioteca Nacional, que recoge los códices de la Sección de Manuscritos de la biblioteca. El inventario consta hasta el momento de quince volúmenes y recoge 11 000 títulos de los más de 23 000 que se conservan hoy en la biblioteca. Se puede acceder a la mayoría de los manuscritos desde el catálogo automatizado.

### Catálogo Colectivo de Publicaciones Periódicas
Además, la Biblioteca Nacional gestiona también el Catálogo Colectivo de Publicaciones Periódicas o CCPP, que ofrece información sobre las colecciones de prensa y revistas que conservan las principales bibliotecas españolas. Contiene información sobre alrededor de 88 000 títulos de seriadas y de los ejemplares de estas, unos 369 000 distribuidos por alrededor de 1100 bibliotecas españolas. El Directorio de Bibliotecas y Hemerotecas Españolas o DIBI recoge datos sobre más de 10 400 bibliotecas y sirve de apoyo a la localización de ejemplares del CCPP.

### Biblioteca Digital Hispánica
La Biblioteca Digital Hispánica (BDH) es el portal de la BNE a través del cual se pueden consultar de forma libre y gratuita las obras digitalizadas por la Biblioteca. Los materiales disponibles incluyen libros impresos entre los siglos XV y XIX, manuscritos, dibujos, grabados, folletos, carteles, fotografías, mapas, atlas y grabaciones sonoras. Además, con la colaboración del Departamento de Música y Audiovisuales, se ha llevado a cabo una digitalización masiva de partituras.
A través de la BDH y gracias al protocolo OAI-PMH, la Biblioteca Nacional de España participa en Europeana, el proyecto de la Comisión Europea para crear una Biblioteca Digital Europea, y en Hispana, el recolector de recursos digitales del Ministerio de Cultura.
También se ha incorporado un conjunto de obras seleccionadas a la Biblioteca Digital Mundial (World Digital Library) de la UNESCO.
Desde la BDH se accede además a la aplicación de Hemeroteca Digital, que permite la consulta de alrededor de 900 publicaciones de prensa. La Hemeroteca, creada en marzo de 2007, da acceso a la colección digital de prensa histórica española que alberga la Biblioteca. El objetivo es ofrecer acceso a las cabeceras más importantes de la época para facilitar su estudio e investigación. En la Hemeroteca (al igual que en toda la BDH) es posible buscar en el texto completo de los documentos gracias al Reconocimiento óptico de caracteres (OCR).

## Comunidad BNE
Es una plataforma digital que se encuentra dentro de la Biblioteca Nacional de España. Con ella se busca el trabajo colaborativo, establecer comunidad entre sus participantes a través de proyectos.
Consta de proyectos abiertos donde cualquier persona puede participar a través de tareas para favorecer el enriquecimiento de la Biblioteca Nacional.
Su lema es: «Mucha gente pequeña en lugares pequeños, haciendo cosas pequeñas, pueden cambiar el mundo» (Eduardo Galeano).

## Críticas
En el siglo XIX el novelista Armando Palacio Valdés hizo una crítica demoledora del pésimo servicio que ofrecía la Biblioteca Nacional en su artículo "La Biblioteca Nacional", incorporado a su libro Aguas fuertes. Novelas y cuadros (Madrid: Establecimiento tipográfico de Ricardo Fe, 1884). Por otra parte, no se llevaba un control riguroso de la procedencia de muchas de las donaciones y fondos, lo que permitía en general un gran latrocinio no ya por parte del público, sino de los bibliotecarios, con frecuencia asediados y sobornados por los coleccionistas.
En el siglo XX, a pesar de la ley de depósito legal, la Biblioteca Nacional se convierte, en palabras del especialista Jesús Cuadrado en «el coladero más grande para desaparecer los productos de la cultura popular», desde tebeos a cromos, pasando por fotonovelas, novelas de género, pegatinas, calcomanías, recortables, dioramas o carteles, los cuales eran sustraídos por bedeles y archiveros. Además, fue robado un códice de Leonardo da Vinci, entre otros manuscritos, libros y mapas valiosísimos.
Con la llegada de la democracia, la situación no mejoró, ya que no se consideraba prioritario conservar, mantener, reponer o catalogar la denominada cultura popular. De esta manera, «más de la mitad de la mitad de la mitad de todos los tebeos (apaisados o verticales, es lo mismo) han desaparecido; sólo están, cuando están, las fichas, y no todas». Lo mismo puede decirse de los cromos o las fotonovelas sobrevivientes, que se encontraban arrumbadas de mala manera. Debido a esta situación, diversos estudiosos de estos sectores convertirían en una constante su reclamación de un Centro de Documentación de la Historieta y la Cultura Popular que evitase la «irreparable pérdida de nuestra memoria gráfica». Todavía hoy, la Biblioteca Nacional adolece de la ausencia de colecciones enteras de tebeos.
En agosto de 2012 organizó, sin embargo, la exposición El rastro del cómic, en la que se repasaron 155 años de viñetas, de las que la institución conserva actualmente 9600 títulos.